# Carlo Scognamiglio
Carlo Scognamiglio Pasini (Varese, 27 novembre 1944) è un economista, politico ed ex velista italiano, presidente del Senato della Repubblica dal 16 aprile 1994 al 8 maggio 1996.
Durante il suo mandato come presidente del Senato esercitò le funzioni di presidente supplente della Repubblica facendo le veci del presidente Oscar Luigi Scalfaro in tre occasioni.

## Biografia
Carlo Scognamiglio Pasini nasce a Varese il 27 novembre 1944, il padre era un armatore navale a Genova e lo zio Albino Pasini è stato professore di ingegneria idraulica al Politecnico di Milano e presidente della Azienda elettrica milanese. Dopo avere frequentato il liceo classico "Zaccaria" di Milano, la sua formazione di economista è avvenuta presso l'Università commerciale Luigi Bocconi, dove si è laureato in Economia summa cum laude nel 1968, e in seguito alla London School of Economics, dove si è specializzato in Economia industriale con la guida dei professori Basil Yamey e Harry Johnson. Iniziata la carriera accademica nel 1968 come assistente nell'Università Bocconi di Milano, dal 1973 è stato professore incaricato di Economia dei settori industriali (Economics of Industry) nell'università Bocconi e di Finanza (Corporate Finance) nell'Università degli Studi di Padova, e docente con incarichi direttivi nella Scuola di direzione aziendale della Bocconi.
Primo vincitore del concorso per professore ordinario di ruolo nel 1980, è chiamato alla cattedra di economia industriale della Libera università internazionale degli studi sociali di Roma (oggi Luiss Guido Carli). Collabora al "libro bianco" di Gianni De Michelis sulla riforma delle partecipazioni statali (1981) e, con i professori Mario Monti e Francesco Cesarini elabora il "Rapporto Andreatta" sul sistema creditizio e finanziario italiano (1982). Prende parte a commissioni ministeriali (Partecipazioni statali, Bilancio, Industria, Tesoro) su temi di politica industriale, economica e monetaria (“divorzio” fra Tesoro e Banca d'Italia), e presiede la commissione ministeriale istituita dal Ministro del tesoro Guido Carli (1990-1991) dal cui lavoro ha origine la politica delle privatizzazioni in Italia.
Consulente e membro di consigli di amministrazione di numerose grandi imprese italiane, fra cui SIP, STET (v.pres.), Merloni-Indesit, Mondadori, Bulkitalia (pres.), Saffa, Necchi. Nel 1983 gli viene affidata la presidenza del gruppo Rizzoli-Corriere della Sera durante la procedura di amministrazione controllata, conclusa con il completo risanamento del gruppo. Divenuto Rettore della Libera università internazionale degli studi sociali Guido Carli (Luiss) nel 1984, ne ridisegna la struttura facendone un ateneo di standard europeo, che vede crescere il numero degli studenti da 800 a 8000. Verrà rinnovato due volte alla carica di Rettore, carica che manterrà fino all'elezione al Senato della Repubblica (1992). Dal 1995 al 2004 è stato presidente dell'Aspen Institute Italia, di cui dal 2004 è presidente onorario.

### Vita privata
È sposato in seconde nozze con Cecilia Pirelli. Dal precedente matrimonio con Delfina Rattazzi, figlia di Susanna Agnelli, ha avuto due figli: Filippo (1981) ed Elisabetta Thea (1984).

## Attività politica

### Elezione a senatore del PLI
Alle elezioni politiche del 1992 viene eletto al Senato della Repubblica nelle liste del Partito Liberale Italiano, succedendo allo storico leader liberale Giovanni Malagodi nel collegio elettorale di Milano I, e lascia l'insegnamento attivo. Nel corso della XI legislatura è stato presidente della Giunta per gli affari delle Comunità Europee a Palazzo Madama, componente della 5ª Commissione Bilancio del Senato e della 6ª Commissione Finanze e tesoro del Senato.

### Presidente del Senato della Repubblica
Alle elezioni politiche del 1994 viene riconfermato senatore nella XII legislatura della Repubblica, tra le file di Forza Italia nelle candidature del Polo delle Libertà come esponente dell'Unione di Centro (movimento di liberali orientati verso il centro-destra guidati da Raffaele Costa) e, a 49 anni di età, viene eletto Presidente del Senato della Repubblica con i voti del centro-destra, battendo per una sola preferenza il repubblicano Giovanni Spadolini, sostenuto dal centro-sinistra. Scognamiglio rimane il più giovane presidente del Senato della storia repubblicana.

### Senatore con FI e adesione all'UDR

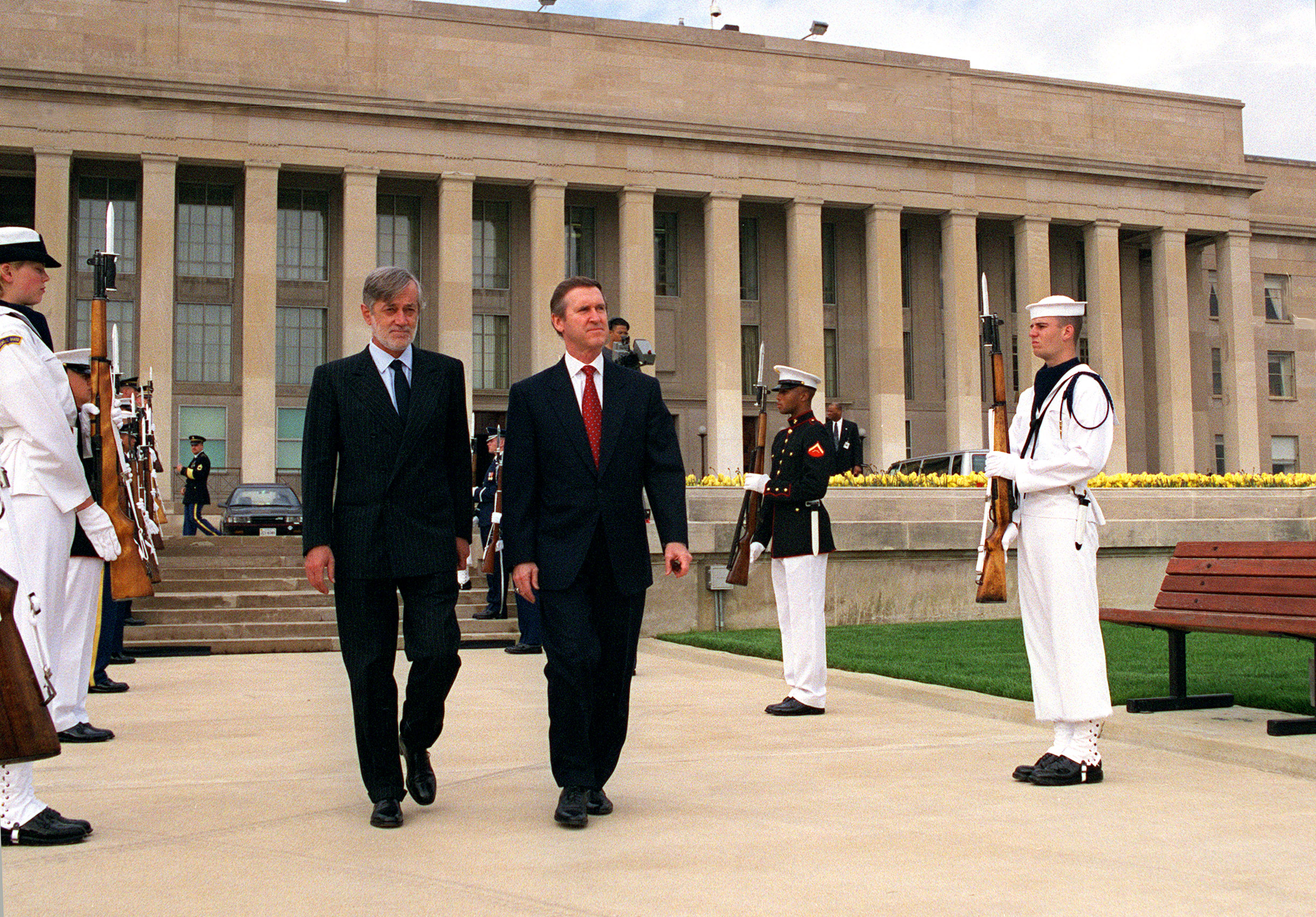
Scognamiglio, allora ministro della difesa, al Pentagono con il suo omologo William Cohen

Nella successiva legislatura (1996-2001) viene rieletto Senatore ancora nelle liste di Forza Italia. Tuttavia, nel 1998 aderisce alla compagine politica Unione Democratica per la Repubblica (UDR) creata da Francesco Cossiga, che con la costituzione di un terzo polo alternativo al centro-destra e al centro-sinistra si proponeva un vasto programma di riforme politiche.
Pochi mesi dopo la sua nascita l'UDR, allo scopo di evitare lo scioglimento anticipato delle Camere, accorderà la fiducia a un nuovo governo presieduto da Massimo D'Alema, dove ricopre l'incarico di Ministro della Difesa. In questo governo da ministro della difesa, promuove, fra l'altro, la legge sull'abolizione dell'obbligo del servizio militare di leva in Italia, l'ammissione delle donne al servizio nelle forze armate, e l'elevazione dell'Arma dei Carabinieri al rango di quarta forza armata dello Stato.
Dopo l'avvio della moneta unica europea e conclusa la crisi che aveva portato alla guerra del Kosovo, cioè superati i motivi politici che avevano portato l'UDR a formare la coalizione che sosteneva il primo governo D'Alema, non entra a fare parte del secondo governo D'Alema.

### Ritorno all'attività accademica
Dal 2001 riprende l'attività di insegnamento universitario come ordinario di Economia industriale alla Libera università internazionale degli studi sociali Guido Carli (Luiss) di Roma.

### Fondazione de "I Liberali" e adesione al PLI
Già iscritto al rifondato Partito Liberale Italiano di Stefano De Luca dal 2008, di cui fu presidente tra il 2009 ed il 2012, risale al 2014, essendo in contrasto con la linea politica del partito, la creazione assieme a Renato Altissimo e Alfredo Biondi del movimento I Liberali.
Da marzo 2020 "I Liberali" divengono una fondazione.
Da marzo 2021 Azione, +Europa, PRI, ALI e I Liberali chiamano Carlo Cottarelli a presiedere "Programma per l'Italia", un comitato scientifico, di cui Scognamiglio fa parte, che formalizzerà proposte di matrice liberale per un nuovo programma di governo.

## Attività sportiva
È stato campione italiano di vela (classe Snipe). In seguito è stato campione mondiale con "Resolute Salmon" (IOR - International Offshore Rule – One Ton Cup) nel 1976. Vincitore della Giraglia 1977 con "Enteara III".

## Pubblicazioni
È autore di oltre ottanta pubblicazioni monografiche e di saggistica in italiano e in inglese, fra le quali:
- Economia Industriale. Economia dei Mercati Imperfetti. 3ª ed. LUISS University Press, Roma 2016.
- Rivoluzione Liberale (ed., con Enrico Musso). De Ferrari, Genova 2015.
- L'Arte della Ricchezza. Cesare Beccaria economista. Mondadori, Milano 2014
- Keynes e la Crisi del Nuovo Millennio, prefazione di Carlo A. Ciampi. Treves editore, Roma 2009.
- Adam Smith. Adam Smith visto da Carlo Scognamiglio Pasini. LUISS University Press, Roma 2007
- Adam Smith XXI Secolo. LUISS University Press, Roma 2005
- La Guerra del Kosovo. Rizzoli, Milano 2002.
- La Democrazia in Italia. Rizzoli, Milano 1996.
- Il Progetto Liberale. Marsilio, Venezia 1996.
- Rapporto al Ministro del Tesoro della commissione per il riassetto del patrimonio mobiliare pubblico e per le privatizzazioni. Poligrafico dello Stato, Roma 1990.
- Come Guidare l'Italia nel 2000. (con G. De Michelis). Sperling & Kupfer, Milano 1989.
- Teoria e Politica della Finanza Industriale. Il Mulino, Bologna 1987.
- Rapporto sulle Partecipazioni Statali. F. Angeli, Milano 1980.
- Crisi e Risanamento dell'Industria Italiana. F.Angeli, Milano 1979.
- Mercato dei Capitali e Borse Valori. F.Angeli, Milano 1974.
- The Economics of the Stock Exchange. In: "The Stock Exchange". Giuffrè, Milano 1972

## Incarichi e onorificenze
È attualmente professore emerito di "economia applicata" presso l'Università LUISS Guido Carli di Roma. È stato Presidente dell'Aspen Institute Italia, di cui attualmente ricopre la carica di Presidente Onorario, ed è membro vitalizio del Consiglio di Amministrazione dell'Aspen Institute USA. È membro onorario del comitato direttivo dell'AREL, Associazione fondata da Nino Andreatta. È membro della Fondazione Italia USA. Ha svolto e svolge numerose lectures nelle più prestigiose Università americane e inglesi.
Nel 1988 ha ricevuto il premio per l'Economia dell'Accademia di Francia.